# USL League Two
La USL League Two (anciennement la «Premier Development League», abbr. «PDL») est une ligue de soccer amateur organisée par les United Soccer Leagues et œuvrant aux États-Unis et au Canada. C'est la quatrième division du soccer nord-américain derrière la Major League Soccer,  le USL Championship et la USL League One. Elle est considérée du même niveau que sa concurrente de la National Premier Soccer League.

## Historique

### Histoire
En 1995, le United States Interregional Soccer League (USISL)  change son nom pour  United States International Soccer League, et se divise en deux ligues, une professionnelle (qui est finalement devenu aujourd'hui la United Soccer League) et une amateure (le "Premier League"). Le but de la séparation était alors d'élargir l’audience du soccer dans de nombreuses villes des États-Unis et du Canada. La saison inaugurale de la nouvelle Premier League met en vedette 27 équipes, et les Kickers de Richmond remportent le premier titre, en battant 3-1 les Expos de cacao dans le match de championnat.
Le United States International Soccer League change de nouveau de nom en 1996, et devient le United Systems of Independent Soccer Leagues. Avant la saison 1996, il y a un déplacement d'équipes entre les Pro League, la Premier League et une nouvelle ligue crée la USISL Select League (qui fusionnera plus tard avec la A-League, et pour devenir ensuite la USL First Division). La Premier League augmentent à 34 équipes dans sa deuxième année d'existence.
En 1997, la Premier League est rebaptisé la Premier Development League Soccer (PDSL). En 1998, le PDSL possède 33 équipes, dont quatre associés à la ligue canadienne Pacific Coast Soccer League situé dans la côte du Pacifique (qui jouent une autre calendrier après leur saison PDL terminée).
En 1999, la USISL change son nom pour la United Soccer Leagues bien connue des amateurs de soccer, et la Premier Development League Soccer devient la United Soccer Leagues Premier Development League, ou PDL. Elle recrute alors plusieurs équipes de la défunte D3Pro League, et s'élargit à 42 équipes dans six divisions. L'équipe des Sockers de Chicago remporte le championnat de la Ligue, en battant 3-1 les Shadows de Spokane.
La PDL ajoute huit autres franchises en 2000, et les Sockers de Chicago remportent leur deuxième titre en battant 1-0 les Bucks du Michigan. La PDL passe de 41 à 44 équipes en 2001. La décennie des années 2000 est une période de croissance soutenue et de consolidation pour la PDL. Un accord avec la chaîne de télévision Fox Soccer Channel diffuse les matchs de championnat PDL en direct dans toute l'Amérique du Nord pour la première fois. Des équipes professionnelles commencent à investir dans la ligue en y ajoutant la formation des U23,.
La PDL passe à 68 équipes en 2009, et devant sa réputation grandissante dans la formation des joueurs, présente un nouveau programme appelé PDL-Pro, où certains clubs seraient autorisées à avoir un statut semi-professionnel et à payer des joueurs, tout en respectant les règles d'éligibilité collégiale de la NCAA.

### Une ligue de développement
La USL League Two est considérée comme une sorte de « vitrine à jeunes talents » pour les clubs de la Major League Soccer et de la NASL qui recrutent les meilleurs joueurs de toutes les équipes participantes pour les lancer dans le bain de l'élite américaine. Bien que non « professionnelle » en ce sens que la majorité des joueurs ne reçoivent pas de salaire, la PDL est fière de son dévouement aux jeunes joueurs, afin de les préparer à leur future carrière dans les ligues professionnelles de football en Amérique du Nord ou ailleurs.
Les saisons de League Two ont lieu pendant les mois d'été, la plupart des joueurs étant principalement issus de la NCAA américaine et les jeunes joueurs cherchant à continuer à jouer au soccer au cours de leurs vacances d'été, ils peuvent le faire dans La USL League Two tout en conservant leur admissibilité au collège. Toutefois, ces dernières années, des équipes telles que Heat de Laredo, Jesters de La Nouvelle-Orléans, Whitecaps U23 de Vancouver, Pumas de Kitsap et Hollywood United ont développé de nouveaux programmes appelé PDL-Pro, où les équipes peuvent engager des joueurs qui sont payés pour leurs performances.

## Format de la compétition
La USL League Two compte un grand nombre d'équipes (72 en 2017), regroupées géographiquement en divisions de cinq à huit équipes. Chaque équipe joue quatorze rencontres de saison régulière contre les équipes de sa division. Les meilleures équipes de chaque division disputent des séries éliminatoires entre juillet et août.

## Équipes de la USL League Two en 2024

### Carte
| 1 2 3 4 5 6 7 8 9 10 11 12 13 14 15 16 17 18 19 20 21 22 23 24 25 1 2 3 4 5 6 7 8 9 10 11 12 13 14 15 1 2 3 5 6 7 8 9 10 11 12 1 2 3 4 5 6 7 8 9 10 11 12 13 14 15 16 17 18 19 20 21 22 23 24 |

| Conférence Ouest - 1 - Midlakes United FC - 2 - Ballard FC - 3 - West Seattle Junction FC - 4 - Stars de Tacoma - 5 - United PDX - 6 - Capital FC - 7 - New Mexico United U23 - 8 - Lane United FC - 9 - Albion SC Colorado - 10 - FC Tucson - 11 - Academica SC - 12 - Davis Legacy SC - 13 - Capo FC - 14 - Coachella FC - 15 - San Francisco City FC - 16 - Redlands FC - 17 - Seahorses de Southern California - 18 - Fusion de Ventura County - 19 - Marin FC Legends - 20 - Monterey Bay FC 2 - 21 - Project 51O - 22 - San Francisco Glens FC - 23 - AMSG FC - 24 - Arizona Arsenal FC | Conférence Centrale - 1 - Dutch Lions de Cincinnati - 2 - Dutch Lions de Dayton - 3 - Derby City Rovers - 5 - Bucks du Michigan - 6 - Chaos de la Virginie-Occidentale - 7 - Chicago FC United - 8 - Menace de Des Moines - 9 - Saint Louis FC U23 - 10 - Lions de Saint Louis - 11 - Chill de Thunder Bay - 12 - FC Manitoba | Conférence Sud - 1 - Cavalry de Brazos Valley - 2 - FC Cleburne - 3 - Houston FC - 4 - Energy U23 d'Oklahoma City - 5 - Brilla du Mississippi - 6 - Texas United - 7 - IMG Academy Bradenton - 8 - Tropics de Lakeland - 9 - FC Miami City - 10 - Suns de Palm Beach - 11 - SIMA Águilas - 12 - Surf de South Florida - 13 - Rowdies U23 de Tampa Bay - 14 - The Villages SC - 15 - Weston FC | Conférence Est - 1 - Evergreen FC - 2 - FA Euro - 3 - Express de Jersey - 4 - Lehigh Valley United - 5 - Red Bulls U23 de New York - 6 - Nor'easters de Ocean City - 7 - Reading United - 8 - AC Connecticut - 9 - FC Boston - 10 - Phoenix de Portland - 11 - Rough Riders de Long Island - 12 - Seacoast United Phantoms - 13 - Flames de Westchester - 14 - Western Mass Pioneers - 15 - Dynamo de la Caroline - 16 - Eagles de Charlotte - 17 - Mutiny de Myrtle Beach - 18 - Nashville SC U23 - 19 - North Carolina FC U23 - 20 - MOBA de Peachtree City - 21 - SC United Bantams - 22 - Tormenta de South Georgia - 23 - Tobacco Road FC - 24 - Tri-Cities FC - 25 - Hammerheads de Wilmington |

### Tableau
| Équipe                           | Ville                            | Stade                                 | Fondation | Entraîneur         |
| -------------------------------- | -------------------------------- | ------------------------------------- | --------- | ------------------ |
| Conférence Est                   |                                  |                                       |           |                    |
| Division Milieu-Atlantique       |                                  |                                       |           |                    |
| Evergreen FC                     | Leesburg, Virginie               | Evergreen Sportsplex                  | 2015      | Grady Renfrow      |
| FA Euro                          | Brooklyn, New York               | Belson Stadium                        | 2012      | Joe Balsamo        |
| Express de Jersey                | Newark, New Jersey               | Williams Field                        | 2007      | Julian Richens     |
| Lehigh Valley United             | Allentown, Pennsylvanie          | J. Birney Crum Stadium                | 2009      | Andy Adlard        |
| Red Bulls U23 de New York        | Hanover, New Jersey              | Red Bull Training Facility            | 2009      | Rob Elliott        |
| Nor'easters de Ocean City        | Ocean City, New Jersey           | Carey Stadium                         | 1996      | John Thompson      |
| Reading United                   | Reading, Pennsylvanie            | Don Thomas Stadium                    | 1996      | Stephen Hogan      |
| Division Nord-Est                |                                  |                                       |           |                    |
| AC Connecticut                   | Danbury, Connecticut             | Westside Athletic Complex             | 2011      | Alex Harrison      |
| FC Boston                        | Waban, Massachusetts             | Alumni Field                          | 2015      | Brian Ainscough    |
| Phoenix de Portland              | Portland, Maine                  | Memorial Stadium                      | 2009      | Craig Fannan       |
| Rough Riders de Long Island      | South Huntington, New York       | St. Anthony's High School             | 1994      | Flavio Ferri       |
| Seacoast United Phantoms         | Portsmouth, New Hampshire        | Portsmouth High School                | 1996      | Stefano Franciosa  |
| Flames de Westchester            | New Rochelle, New York           | City Park Stadium                     | 1999      | Gus Skoufis        |
| Western Mass Pioneers            | Ludlow, Massachusetts            | Lusitano Stadium                      | 1998      | Joe Calabrese      |
| Division Atlantique-Sud          |                                  |                                       |           |                    |
| Dynamo de la Caroline            | Greensboro, Caroline du Nord     | Macpherson Stadium                    | 1993      | Tony Falvino       |
| Eagles de Charlotte              | Charlotte, Caroline du Nord      | Restart Field                         | 1991      | Dave Dixon         |
| Mutiny de Myrtle Beach           | Myrtle Beach, Caroline du Sud    | Ashley Booth Field                    | 2011      | Kyle Russell       |
| Nashville SC U23                 | Nashville, Tennessee             | Vanderbilt Stadium                    | 2016      | Kyle Roelke        |
| North Carolina FC U23            | Cary, Caroline du Nord           | WakeMed Soccer Park                   | 2002      | Dewan Bader        |
| MOBA de Peachtree City           | Peachtree City, Géorgie          | MOBA Soccer Academy                   | 2016      | Omar Jarun         |
| SC United Bantams                | Columbia, Caroline du Sud        | Lander Soccer Complex                 | 2012      | Eugene Van Taylor  |
| Tormenta de South Georgia        | Statesboro, Géorgie              | Eagle Field                           | 2016      | Borja Pérez        |
| Tobacco Road FC                  | Durham, Caroline du Nord         | Durham County Stadium                 | 2013      | Cedric Burke       |
| Tri-Cities FC                    | Johnson City, Tennessee          | Kermit Tipton Stadium                 | 2016      | David Strickland   |
| Hammerheads de Wilmington        | Wilmington, Caroline du Nord     | Varsity Soccer Stadium                | 1996      | Kevin Johnson      |
| Conférence Sud                   |                                  |                                       |           |                    |
| Division Milieu-Sud              |                                  |                                       |           |                    |
| Cavalry de Brazos Valley         | Bryan, Texas                     | Nutrabolt Stadium                     | 2017      | James Clarkson     |
| FC Cleburne                      | Cleburne, Texas                  | The Depot at Cleburne Station         | 2017      | Paul Davenport     |
| Houston FC                       | Houston, Texas                   | San Jacinto College                   | 2017      | Bruce Talbot       |
| Energy U23 d'Oklahoma City       | Oklahoma City, Oklahoma          | Norman North High School              | 2015      | Jon Pearlman       |
| Brilla du Mississippi            | Clinton, Mississippi             | Clinton Arrow Stadium                 | 2006      | Mark McKeever      |
| Texas United                     | Grand Prairie, Texas             | AirHogs Stadium                       | 2017      | Ryan Higginbotham  |
| Division Sud-Est                 |                                  |                                       |           |                    |
| IMG Academy Bradenton            | Bradenton, Floride               | IMG Soccer Academy                    | 1998      | Scott Dean         |
| Tropics de Lakeland              | Lakeland, Floride                | Thomas W. Bryant Stadium              | 2017      | Eoghan Conlon      |
| FC Miami City                    | Miami, Floride                   | Tropical Park Stadium                 | 2014      | Wagneau Eloi       |
| Suns de Palm Beach               | Boca Raton, Floride              | Corey Lewis Stadium                   | 2015      | Edson Leivinha     |
| SIMA Águilas                     | Montverde, Floride               | Montverde Academy Center              | 2017      | Mike Potempa       |
| Surf de South Florida            | Port Sainte-Lucie, Floride       | South County Regional Stadium         | 2017      | Peter Fuller       |
| Rowdies U23 de Tampa Bay         | Tampa, Floride                   | Waters Soccer Complex                 | 2017      |                    |
| The Villages SC                  | The Villages, Floride            | Millennium Park                       | 2016      | Anderson DaSilva   |
| Weston FC                        | Pembroke Pines, Floride          | Broward College Soccer Field          | 2017      |                    |
| Conférence Centrale              |                                  |                                       |           |                    |
| Division Great Lakes             |                                  |                                       |           |                    |
| Dutch Lions de Cincinnati        | Highland Heights, Kentucky       | NKU Soccer Stadium                    | 2013      | Paul Nicholson     |
| Dutch Lions de Dayton            | Dayton, Ohio                     | DOC Stadium                           | 2009      | Dan Griest         |
| Derby City Rovers                | Louisville, Kentucky             | Woehrle Field                         | 2010      | Lee Chalmers       |
| K-W United                       | Kitchener-Waterloo, Ontario      | Warrior Field                         | 2010      | Chris Pozniak      |
| Bucks du Michigan                | Pontiac, Michigan                | Ultimate Soccer Arenas                | 1995      | Gary Parsons       |
| Chaos de la Virginie-Occidentale | Charleston, Virginie-Occidentale | Schoenbaum Stadium                    | 2003      | Chris Grassie      |
| Division Heartland               |                                  |                                       |           |                    |
| Chicago FC United                | Northfield, Illinois             | Northwestern Soccer Field             | 2017      | Jamie Smith        |
| Menace de Des Moines             | Des Moines, Iowa                 | Valley Stadium                        | 1994      | John Pascarella    |
| Saint Louis FC U23               | Collinsville, Illinois           | SLSG Collinsville                     | 1997      | Armen Tonianse     |
| Lions de Saint Louis             | Saint-Louis, Missouri            | Tony Glavin Soccer Complex            | 2006      | Tony Glavin        |
| Chill de Thunder Bay             | Thunder Bay, Ontario             | Chapples Park Stadium                 | 2000      | Giovanni Petraglia |
| FC Manitoba                      | Winnipeg, Manitoba               | John Scouras Field                    | 2020      | Vacant             |
| Conférence Ouest                 |                                  |                                       |           |                    |
| Division Nord-Ouest              |                                  |                                       |           |                    |
| Foothills de Calgary             | Calgary, Alberta                 | Calgary Soccer Centre                 | 1972      | Tommy Wheeldon     |
| Lane United                      | Eugene, Oregon                   | Willamalane Center                    | 2013      | John Galas         |
| Timbers U23 de Portland          | Salem, Oregon                    | McCulloch Stadium                     | 2008      | Aaron Lewis        |
| Sounders U23 de Seattle          | Tacoma, Washington               | Franklin Pierce High School           | 2006      | Darren Sawatzky    |
| TSS Rovers FC                    | Burnaby, Colombie-Britannique    | Swangard Stadium                      | 2016      | Colin Elmes        |
| Division Mountain                |                                  |                                       |           |                    |
| Sol d'Albuquerque                | Albuquerque, Nouveau-Mexique     | Ben Rios Field                        | 2013      | Matt Gordon        |
| FC Boulder U23                   | Boulder, Colorado                | Pleasant View Fields Sports Complex   | 2017      | Luis Swisher       |
| Rapids U23 du Colorado           | Commerce City, Colorado          | Dick's Sporting Goods Park, Field #20 | 2017      | Chris Martinez     |
| FC Tucson                        | Tucson, Arizona                  | Kino Veterans Memorial Stadium        | 2010      | Jon Pearlman       |
| Division Sud-Ouest               |                                  |                                       |           |                    |
| Fuego de Fresno                  | Fresno, Californie               | Chukchansi Park                       | 2003      | Brian Zwaschka     |
| FC Golden State Force            | Glendora, Californie             | Citrus Stadium                        | 2016      | Jon Spencer        |
| Orange County SC U23             | Costa Mesa, Californie           | Vanguard University Stadium           | 2011      | Chris Volk         |
| Zest de San Diego                | San Diego, Californie            | James Madison High School             | 2016      | Clem Tont          |
| San Francisco City FC            | San Francisco, Californie        | Negoesco Stadium                      | 2001      | Paddy Coyne        |
| Surf de SoCal                    | Carlsbad, Californie             | Maffucci Field                        | 2015      | Cody Worden        |
| Seahorses de Southern California | La Mirada, Californie            | La Mirada High School                 | 2001      | Dave Irby          |
| Fusion de Ventura County         | Ventura, Californie              | Ventura College                       | 2006      | Rudy Ybarra        |

### Anciennes franchises
| - Chicago Inferno (2011-2014) - Bermuda Hogges (2010-2012) - Cleveland Internationals (2004-2010) - Kansas City Brass (1998-2013) |  | - Richmond Kickers (1995) - Richmond Kickers Future (2002-2009) |

## Palmarès et statistiques

### Palmarès de La USL League Two
| Année | Vainqueur                         | Finaliste                 | Score                   | Vainqueursaison régulière             | Bilan (V-N-D) |
| ----- | --------------------------------- | ------------------------- | ----------------------- | ------------------------------------- | ------------- |
| 1995  | Kickers de Richmond               | Expos de Cocoa            | 3-1                     | All-Blacks de San Francisco           | 17-0-1        |
| 1996  | Roadrunners de Central Coast      | Seals de San Francisco    | 1-0                     | Roadrunners de Central Coast          | 12-0-2        |
| 1997  | Roadrunners de Central Coast (2)  | Expos de Cocoa            | 2-1                     | Shadow de Spokane                     | 14-0-2        |
| 1998  | Highlanders de San Gabriel Valley | Chargers de Jackson       | 3-2                     | Chargers de Jackson                   | 16-0-0        |
| 1999  | Sockers de Chicago                | Shadow de Spokane         | 3-1                     | Chargers de Jackson                   | 14-0-2        |
| 2000  | Sockers de Chicago (2)            | Bucks du Michigan         | 1-0                     | Flames de Westchester                 | 15-0-3        |
| 2001  | Flames de Westchester             | Storm de Calgary          | 3-1                     | Storm de Calgary                      | 18-0-2        |
| 2002  | Crusaders de Cape Cod             | Rapids de Boulder         | 2-1                     | Menace de Des Moines                  | 15-0-3        |
| 2003  | Crusaders de Cape Cod (2)         | Fire Premier de Chicago   | 3-1                     | Shell Shockers de La Nouvelle-Orléans | 16-0-2        |
| 2004  | Kraze de Central Florida          | Rapids de Boulder         | 1-0                     | Fire Premier de Chicago               | 17-0-1        |
| 2005  | Menace de Des Moines              | Patriots d'El Paso        | 0-0 a.p. (6-5 t. a. b.) | Blue Star d'Orange County             | 15-0-1        |
| 2006  | Bucks du Michigan                 | Heat de Laredo            | 2-1                     | Dynamo de la Caroline                 | 14-0-2        |
| 2007  | Heat de Laredo                    | Bucks du Michigan         | 0-0 a.p. (4-3 t. a. b.) | Piranhas de Hampton Roads             | 14-0-2        |
| 2008  | Chill de Thunder Bay              | Heat de Laredo            | 1-1 a.p. (4-1 t. a. b.) | Bucks du Michigan                     | 13-2-1        |
| 2009  | Fusion de Ventura County          | Fire Premier de Chicago   | 2-1                     | Rage de Reading                       | 13-2-1        |
| 2010  | Timbers U23 de Portland           | Chill de Thunder Bay      | 4-1                     | Timbers U23 de Portland               | 16-0-0        |
| 2011  | Pumas de Kitsap                   | Heat de Laredo            | 1-0                     | Fuego de Fresno                       | 13-3-0        |
| 2012  | Forest City London                | Dynamo de la Caroline     | 2-1                     | Bucks du Michigan                     | 13-2-1        |
| 2013  | Aztex d'Austin                    | Chill de Thunder Bay      | 3-1                     | Chill de Thunder Bay                  | 12-1-1        |
| 2014  | Bucks du Michigan (2)             | Pumas de Kitsap           | 1-0                     | Menace de Des Moines                  | 12-1-1        |
| 2015  | K-W United                        | Red Bulls U23 de New York | 4-3                     | Bucks du Michigan                     | 11-2-1        |
| 2016  | Bucks du Michigan (3)             | Foothills de Calgary      | 3-2                     | Bucks du Michigan                     | 12-0-2        |
| 2017  | Eagles de Charlotte               | Chill de Thunder Bay      | 2-1                     | Red Bulls U23 de New York             | 12-1-1        |
| 2018  | Foothills de Calgary              | Reading United            | 4-2 (Prolongation)      | Menace de Des Moines                  | 13-1-0        |
| 2019  | Flint City Bucks                  | Reading United            | 2-1 (Prolongation)      | Menace de Des Moines                  | 11-3-0        |

### Affluences moyennes
| En saison régulière - 2011: 750 - 2010: 550 - 2009: 533 - 2008: non-disponible - 2007: 516 - 2006: 561 - 2005: 503 - 2004: 455 - 2003: 492 - 2002: 463 - 2001: 410 - 2000: 423 - 1999: 385 - 1998: 317 - 1997: 304 - 1996: 256 - 1995: 290 |  | En série éliminatoire - 2011: 1500 - 2010: 1146 - 2009: 1182 - 2008: 1338 - 2007: non-disponible - 2006: 895 - 2005: 912 - 2004: 877 - 2003: 703 - 2002: 560 - 2001: 530 - 2000: 481 - 1999: 407 - 1998: 416 - 1997: 397 - 1996: 218 - 1995: 182 |

## Logos

Logo jusqu'en 2010
Logo de 2011 à 2015
Logo de 2016 à 2018
Logo depuis 2019